# 褐短嘴旋木雀
褐短嘴旋木雀（学名：Climacteris picumnus）为澳大利亚东部的一个特有种，属于雀形目短嘴旋木雀科。背部灰棕色或浅棕色，腹部有黑色条纹。目前记录有两个亚种。

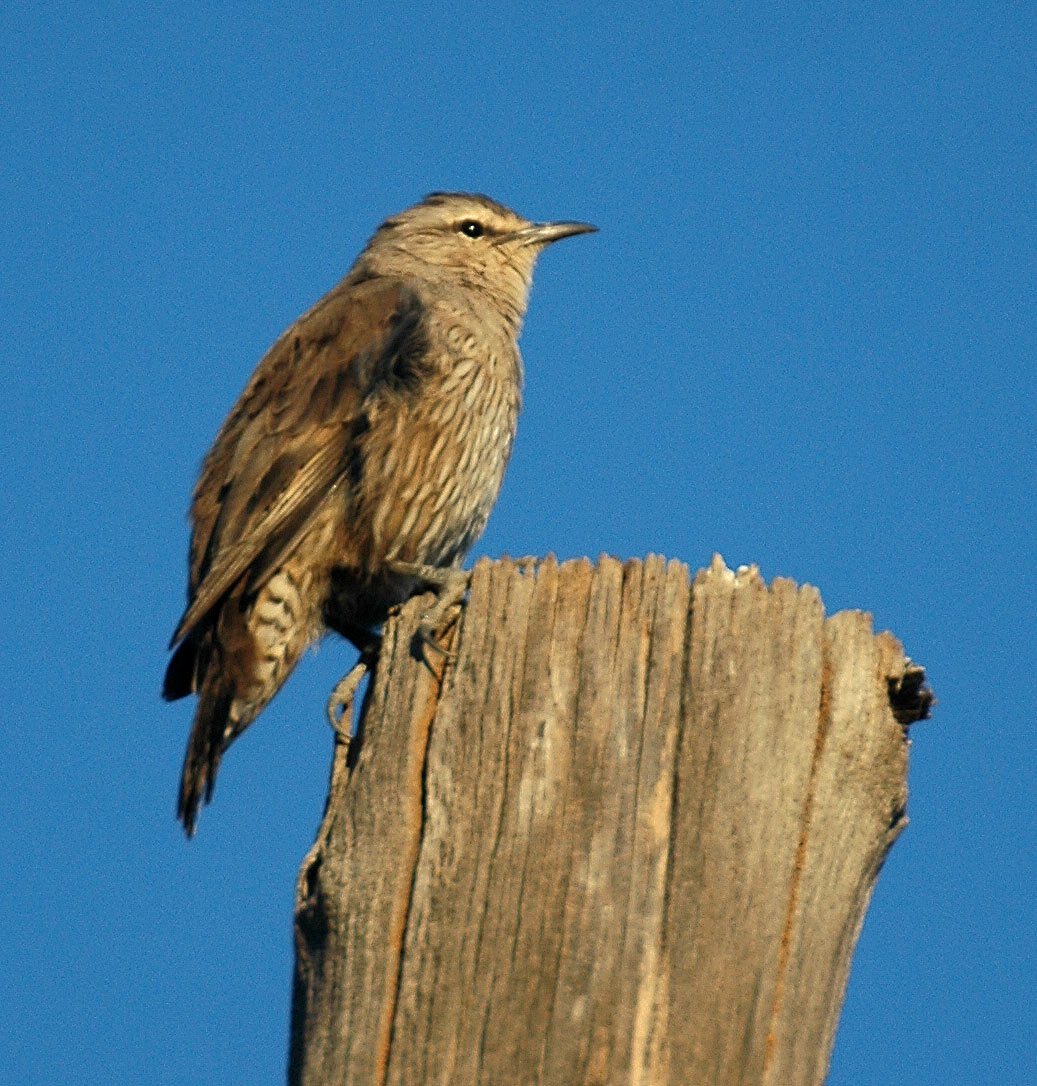
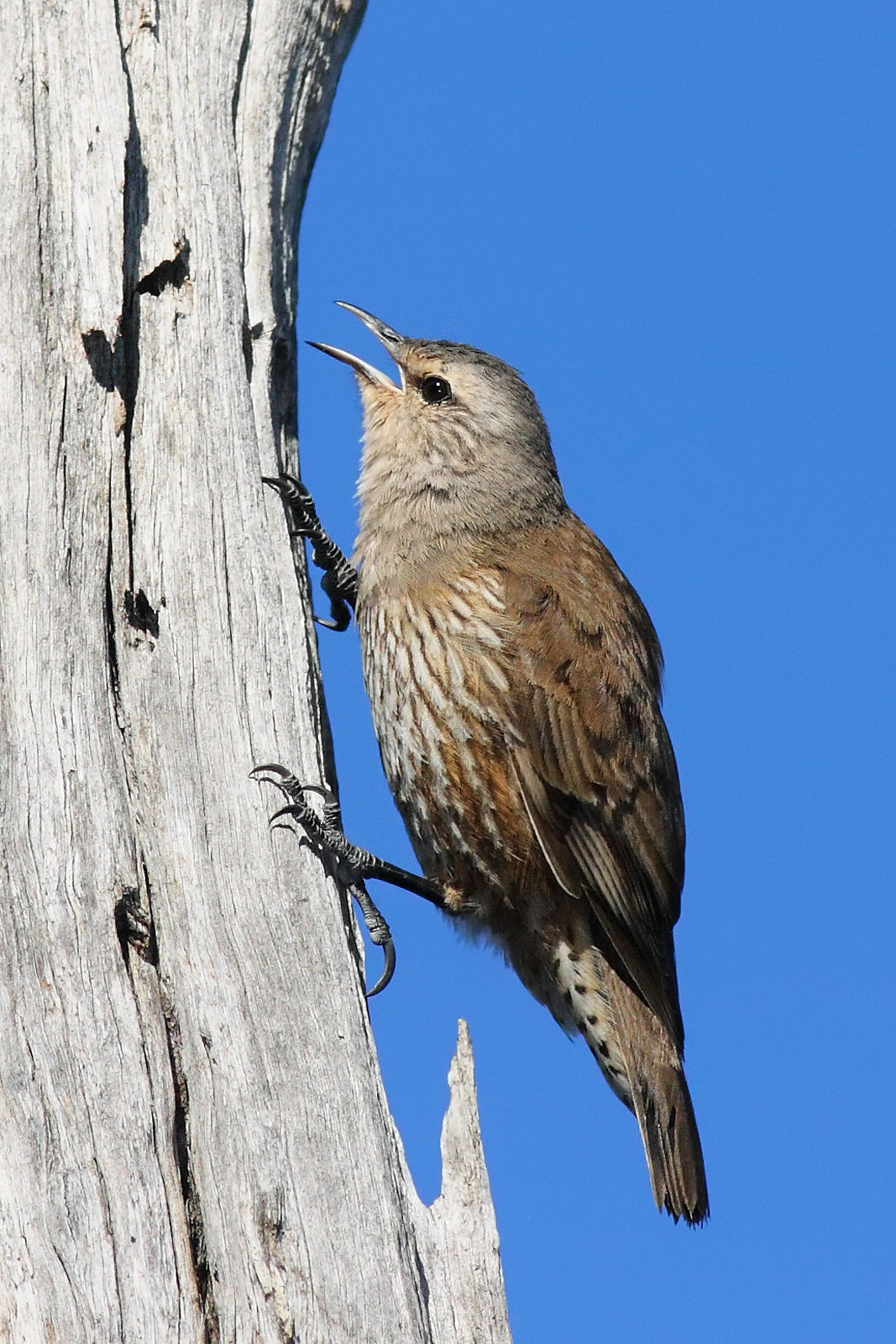